# Dusona signator
Dusona signator là một loài tò vò trong họ Ichneumonidae.